# Hypoatherina
Hypoatherina es un género de pez ateriniforme, de la familia de los tinícalos.

## Especies
Se reconocen las siguientes especies:
- Hypoatherina barnesi Schultz, 1953
- Hypoatherina celebesensis Sasaki y Kimura, 2012
- Hypoatherina crenolepis (Schultz, 1953)
- Hypoatherina golanii Sasaki y Kimura, 2012
- Hypoatherina harringtonensis (Goode, 1877) - tinícalo de arrecife
- Hypoatherina lunata Sasaki y Kimura, 2012
- Hypoatherina macrophthalma Sasaki y Kimura, 2012
- Hypoatherina ovalaua (Herre, 1935)
- Hypoatherina temminckii (Bleeker, 1854)
- Hypoatherina tropicalis (Whitley, 1948)
- Hypoatherina tsurugae (Jordan y Starks, 1901)
- Hypoatherina valenciennei (Bleeker, 1854)
- Hypoatherina woodwardi (Jordan y Starks, 1901)